# Тристаннид диплатины
Тристаннид диплатины — бинарное интерметаллическое неорганическое соединение
платины и олова
с формулой Pt2Sn3,
кристаллы.

## Получение
- Сплавление стехиометрических количеств чистых веществ:

{\displaystyle {\mathsf {2Pt+3Sn\ {\xrightarrow {840^{o}C}}\ Pt_{2}Sn_{3}}}}

## Физические свойства
Тристаннид диплатины образует кристаллы
гексагональной сингонии,
пространственная группа P 63/mmc,
параметры ячейки a = 0,4334 нм, c = 1,2960 нм, Z = 2
.
Соединение образуется по перитектической реакции при температуре 840°C .